# Mirko Cvetković
Mirko Cvetković (srbsko Мирко Цветковић), srbski ekonomist in politik, * 16. avgust 1950, Zaječar, FLRJ.
Politično kariero je pričel kot namestnik ministra za ekonomijo in privatizacijo v vladi Zorana Đinđića, nato pa opravljal delo direktorja urada za privatizacijo. Po volitvah leta 2003 se je umaknil iz politike. Ponovno je vstopil v vlado leta 2007 kot minister za ekonomijo pod Vojislavom Koštunico.
Po parlamentarnih volitvah leta 2008 ga je predsednik Boris Tadić imenoval za predsednika vlade Srbije. Funkcija predsednika vlade mu je prenehala 27. julija 2012.